# Oscar Luigi Scalfaro
Oscar Luigi Scalfaro ['skalfaro], född 9 september 1918 i Novara, Piemonte, död 29 januari 2012 i Rom, var en italiensk politiker. Han var Italiens president från den 25 maj 1992 till den 15 maj 1999. 
I många år tillhörde han det kristdemokratiska partiet, som i decennier dominerade det politiska landskapet i Italien. Vid sin bortgång var han livstidssenator och stödde som sådan det demokratiska partiet.